# Pivovar Vratislavice nad Nisou

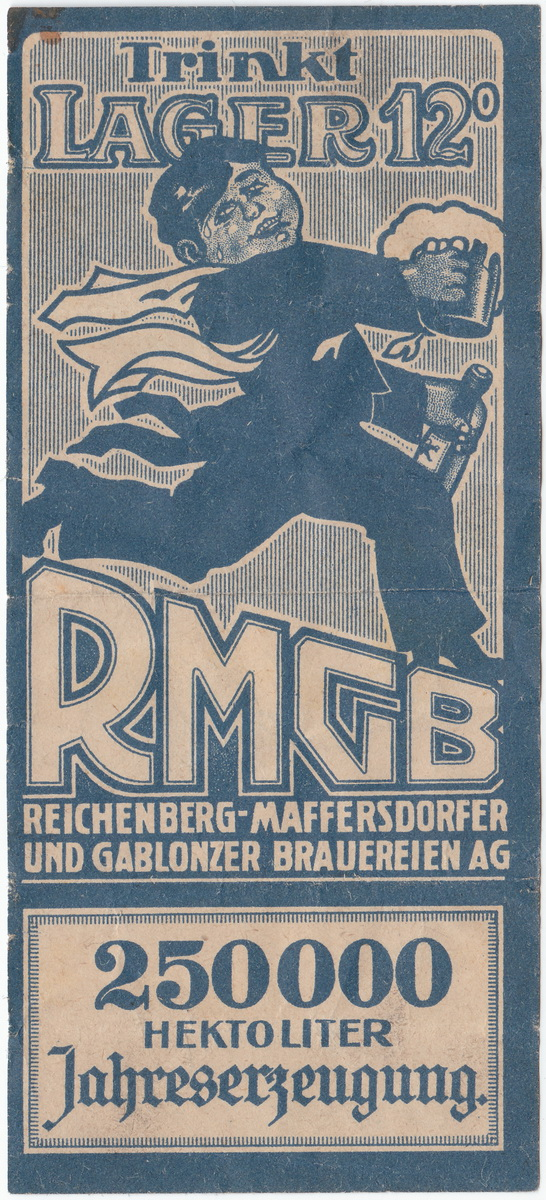
Reklama pivovaru umístěná na zadní straně účtenky

Pivovar Vratislavice nad Nisou je průmyslový podnik vyrábějící alkoholické nápoje. Vratislavice bývaly samostatnou obcí, ale postupně se staly součástí Liberce, města na severu České republiky. Pivovar vznikl roku 1872, kdy byly vydány jeho akcie. Ty se povedlo rozprodat a za stržené finanční prostředky se mohlo roku 1873 začít se stavbou pivovaru. Jeho slavnostní otevření se uskutečnilo v sobotu 24. ledna 1874. Zdejší pivo se postupně dováželo nejenom do blízkého Liberce, ale také až do Vídně. Během prvního roku výroby dosáhl pivovar výstav 34 680 hl.
Věhlas pivovaru stoupal, a tak jej roku 1891 navštívil i rakouskouherský císař František Josef I. Na počátku 20. století proběhlo sloučení s pivovarem ve Vrkoslavicích, což je městská část Jablonce nad Nisou. Vznikla tak společnost Reichenberg-Maffersdorfer und Gablonzer Brauereien Aktien-Gesellschaft in Maffersdorf (tedy Liberecko-vratislavické a jablonecké pivovary a.s. Vratislavice). Během dvacátého století docházelo postupně ke zvyšování objemu ročně uvařeného piva (například v roce 1989 zde vyrobili 305 190 hl piva).

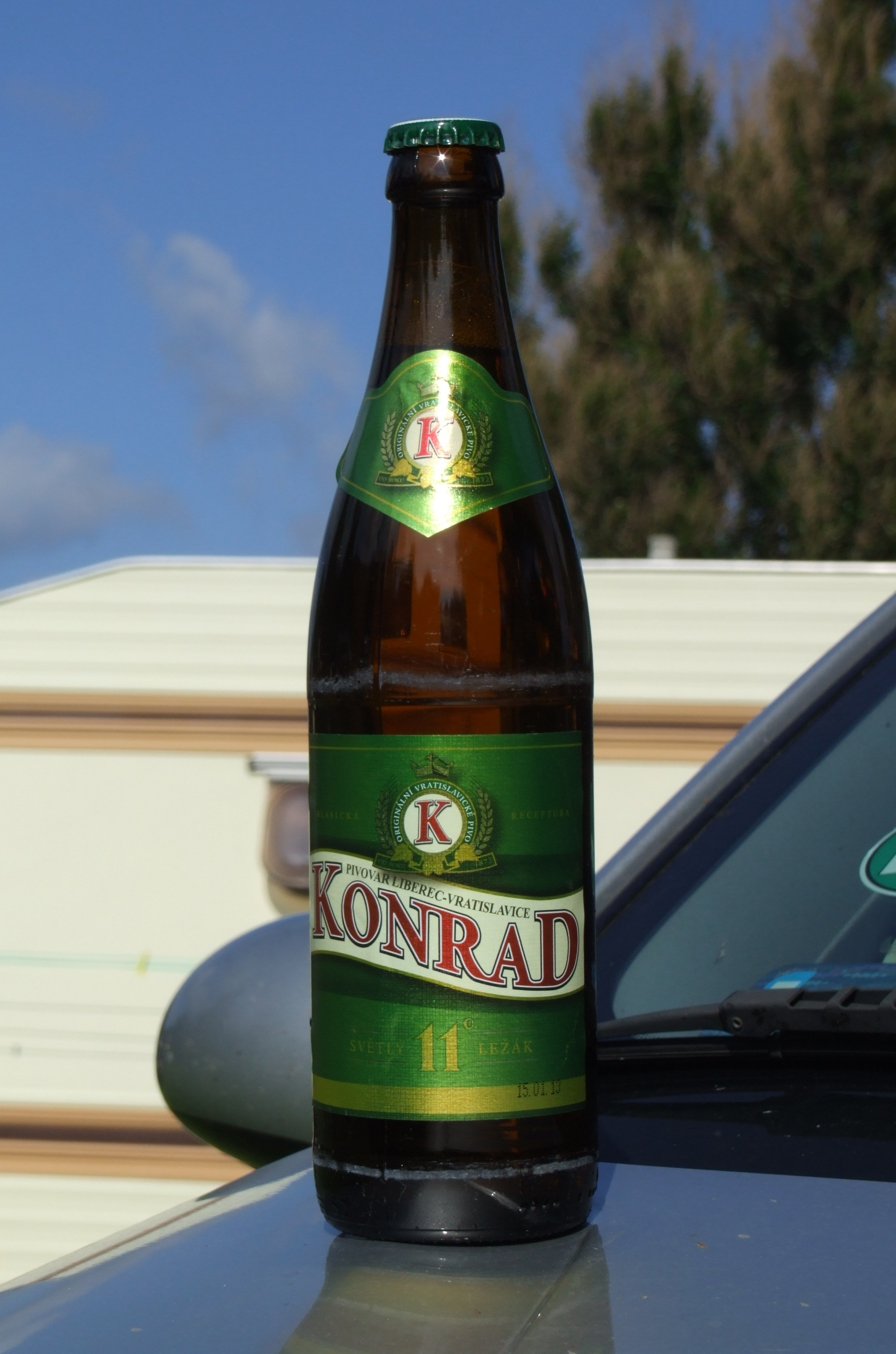
Konrad 11°

Výstav pivovaru se zvyšoval i po sametové revoluci a podnik své výrobky exportoval na zahraniční trhy nejenom v Evropě, ale i ve Spojených státech. Avšak 25. května 1998 najednou došlo z rozhodnutí tehdejších zahraničních majitelů k uzavření pivovaru a k propouštění jeho zaměstnanců. Po dvou letech se ale opět ve Vratislavicích začalo pivo vařit, když česká společnost Hols odkoupila od původních majitelů zdejší nemovitosti a technologické vybavení. Protože však původní obchodní značka („Vratislav“) zůstala v majetku původních majitelů, začali noví vlastníci vratislavického pivovaru vařit své pivo pod značkou „Konrad“. Od roku 2000, kdy byl pivovar znovu otevřen, se jeho výstav opětovně zvyšuje (například roku 2010 dosahoval 155 000 hl).
V sortimentu pivovaru je možnost výběru ze čtrnácti druhů piv (2023).
Vyráběné pivo získává úspěchy ve světových soutěžích. V roce 2013 získal na soutěži v Žatci Stříbrnou pivní pečeť a také třetí místo v soutěži Pivo České republiky. Zdejší dvanáctistupňové pivo dosáhlo první místo v kategorii „Ležák českého typu“ na soutěžním klání World Beer Awards 2013, jež se uskutečnilo v Londýně. V roce 2016 získalo pivo Konrad Kapucín 1. místo v soutěži Zlatá pivní pečeť 2016.